# In Flames
In Flames is een melodieuze-deathmetalband afkomstig uit Götenborg, Zweden. De band werd eind jaren 80 opgericht door Jesper Strömblad, die de band Ceremonial Oath had verlaten omdat hij muziek in een andere richting wilde maken. De zanger Anders Fridén heeft op het eerste album van Dark Tranquillity gezongen en Mikael Stanne (zanger Dark Tranquillity) heeft op het eerste album van In Flames gezongen.
De band haalt zijn invloeden uit Zweedse volksmuziek (al zijn die op de nieuwere albums nauwelijks meer te horen), Iron Maiden en oldschool deathmetal uit Zweden. De band wordt samen met Dark Tranquillity en At The Gates beschouwd als de pionier van de melodische deathmetal (meer bepaald de Gothenburg metal). De laatste tijd lijkt de band ook steeds meer het mainstream-metalpubliek aan te spreken, dit door de invloeden uit de Nu-metalhoek.

## Huidige bezetting van In Flames
- Anders Fridén - zang
- Björn Gelotte - gitaar
- Bryce Paul - basgitaar
- Tanner Wayne - drums
- Niclas Engelin - gitaar, als vervanging van Jesper Strömblad, die op 12 februari 2010 de band verliet

## Discografie

### Albums
- 1994: Lunar Strain
- 1995: Subterranean (EP)
- 1996: The Jester Race
- 1997: Black-Ash Inheritance (EP)
- 1997: Whoracle
- 1999: Colony
- 2000: Clayman
- 2001: The Tokyo Showdown (live-album)
- 2002: Reroute to Remain
- 2003: Trigger (EP)
- 2004: Soundtrack to Your Escape
- 2006: Come Clarity (Rel. februari 2006)
- 2008: A Sense of Purpose (Rel. april 2008)
- 2011: Sounds of a Playground Fading (Rel. juni 2011)
- 2014: Siren Charms (Rel. 5 september 2014)
- 2016: Sounds From the Heart of Gothenburg (live-album)
- 2016: Battles (Rel. 11 november 2016)
- 2019: I, The Mask
- 2023: Foregone

### Luxealbums
- 2002: Whoracle - Deluxe Edition
- 2004: Colony - Deluxe Edition
- 2005: Clayman - Deluxe Edition
- 2006: Come Clarity - Deluxe Edition (met dvd waarop het gehele album gespeeld door de band)

(Deze luxealbums zijn dezelfde als de standaardalbums, alleen heeft de voorkant een zilveren rand en bevatten ze één bonusnummer.)

### Singles
- 2002: Cloud Connected
- 2004: The Quiet Place
- 2008: The Mirrors Truth
- 9 mei 2011: Deliver Us
- 2011: Where The Dead Ships Dwell
- 2014: Rusted Nail
- 2014: Through Oblivion
- 2016: The End
- 2016: The Truth

### Dvd's
- 2005: Used and Abused... In Live We Trust (live-dvd)

## Hitlijsten

### Albums
| Album met eventuele hitnotering(en) in de Nederlandse Album Top 100 | Datum van verschijnen | Datum van binnenkomst | Hoogste positie | Aantal weken | Opmerkingen |
| ------------------------------------------------------------------- | --------------------- | --------------------- | --------------- | ------------ | ----------- |
| A sense of purpose                                                  | 04-2008               | 12-04-2008            | 70              | 1            |             |